# Walter Reginald Brook Oliver
Walter Reginald Brook Oliver (7 de setembre de 1883, Tasmània - 16 de maig de 1957), fou un naturalista, botànic, explorador, malacòleg, ornitòleg, curador, i escriptor neozelandès.
L'any 1896 la seva família arriba a Tauranga (Nova Zelanda). Després dels seus estudis mitjans, comença a treballar a la Duana de Wanganui, i després en altres ports. En cada lloc va registrant flora o fauna, que comparteix amb altres entusiastes amateurs.
L'any 1908 participa d'una expedició científica de deu mesos de durada al grup d'illes Kermadec.
Tota la Primera Guerra Mundial serveix en les Forces Expedicionàries de Nova Zelanda. A la seva tornada, va canviar molt de caràcter, fent-se solitari. Està cinc mesos a Tahití (1919).
L'any 1920 guanya un lloc en el Museu Dominion, com a científic assistent sènior; treballant durant diversos anys en el re-examen del Manual de flora de Cheeseman, publicant-se el 1925. En aquesta època, comença estudis en el Victoria University College, graduant-se B.sc., seguint un títol en Zoologia, i arribant al M.sc. amb honors de primera classe, l'any 1928. Prèviament havia estat triat Membre de la Royal Society de Nova Zelanda.
L'any 1928 ascendeix a director del Dominion Museum. El 1936 obté el seu Ph.D..
El novembre de 1956, amb la seva segona esposa Helen Laing exploren l'illa Norfolk, començant una recerca botànica de llarga durada.

## Algunes publicacions
- 1923 : Marine Littoral Plant and Animal Communities in New Zealand
- 1924 : Report of the Sixteenth Meeting of the Australasian Association for the Advancement of Science. Wellington Meeting, gener 1923
- 1928 : The Flora of the Waipaoa Series (Later Pliocene) of New Zealand
- 1930 : New Zealand Birds
- 1934 : Revision of the Genus Coprosma
- 1935 : The genus Coprosma
- 1948 : Nature Study : Plants and Animals of New Zealand
- 1949 : The Moas of New Zealand and Australia
- 1950 : The Fossil Flora of New Zealand in Tuatara. Vol. 3, I. 1
- 1951 : Botanical Discovery in New Zealand: The Resident Botanists
- 1951 : Botanical Discovery in New Zealand: The Visiting Botanists

## Honors
- 1936: "Medalla i Premi Hector" per estudis botànics, per la Royal Society de Nova Zelanda
- 1950: guardonat amb la "Hutton Memorial Medal" en reconeixement de la seva atenció a la zoologia i botànica

## Abreviatura
L'abreviatura Oliver es fa servir per indicar  Walter Reginald Brook Oliver com autoritat en la descripció i taxonomia dins la zoologia.